# Hindiyya-Kanal
Der Hindiyya-Kanal oder Indische Kanal (arabisch شط الهندية Schatt al-Hindiyya) ist ein Kanal, der Nadschaf mit Wasser aus dem Euphrat versorgt. Er wurde von indischen Schiiten aus Awadh erbaut und 1803 eröffnet.

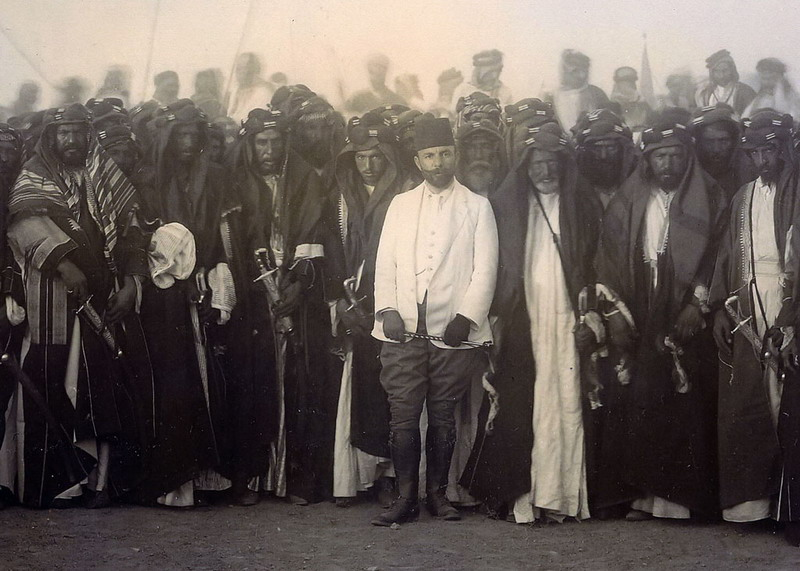
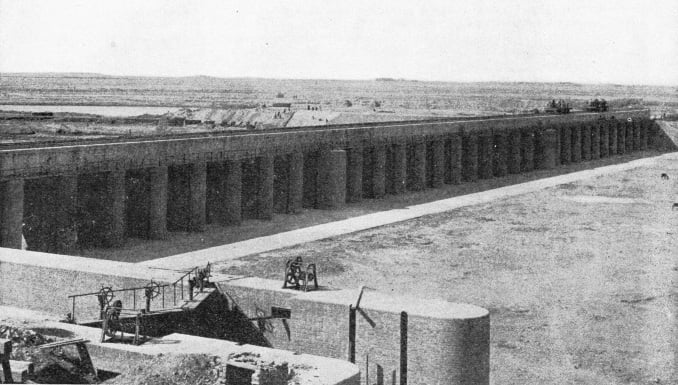
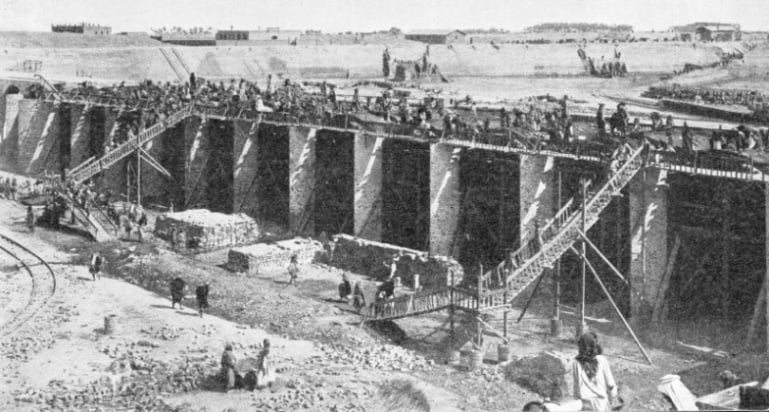
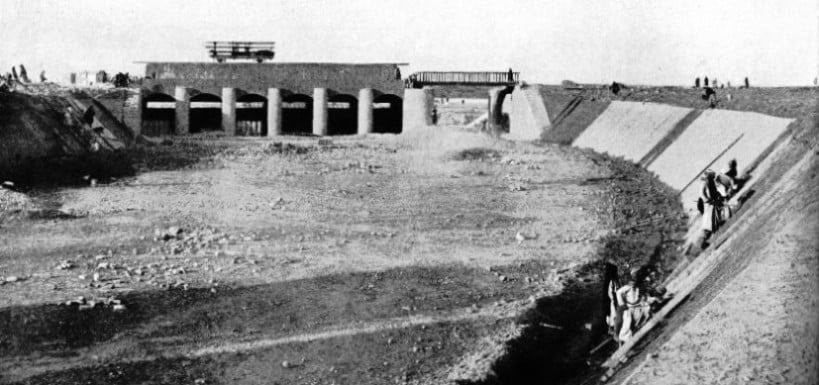